# Radefeldt
Radefeldt ist der Name einer ursprünglich aus dem sachsen-anhaltischen Raum stammenden, im 18. und 19. Jahrhundert in Thüringen und Pommern ansässigen Beamten-, Juristen- und Kaufmannsfamilie. Das Familienwappen zeigt im Schild eine altertümliche Hacke über einem Acker (Radefeldt, = „gerodetes Feld“). Die Namensschreibweise mit dt oder d wurde in den Kirchenbüchern und Urkunden willkürlich gehandhabt.

## Name und Herkunft
Die Silbe „rade“ findet sich in mittelalterlichen Ortsnamen wie Radegast bei Köthen, Radefeld bei Leipzig oder Radeberg, Radebeul und Radeburg bei Meissen / Dresden. Im Vergleich zu älteren, auf römische oder slawische Ansiedlungen rückführbare Ortsnamen handelt es sich bei Orten mit dem Präfix „Rade“ um typische, im Zuge der deutschen Ostbesiedlung mit Rodungen verbundenen „Neugründungen“ (frühes 13. Jahrhundert). Die von fränkischen und sächsischen Familien- und Siedlerverbänden gegründeten Ortschaften liegen im nördlichen Mitteldeutschland entlang der Flüsse Saale, Mulde und Elbe – also in den als „Mark“ (= Gemarkung oder auch Grenzland: zum Beispiel Ostmark, Mark Meißen) bezeichneten Grenzgebieten des alten (Karolinger-)Reiches zu dem damals noch slawisch besiedelten Osten. Zur Festigung der christlich-deutschen Herrschaft wurden in den Bistümern entlang von Elbe und Saale mächtige Dome errichtet (zum Beispiel in Magdeburg, Merseburg, Naumburg, Zeitz oder Meißen), die ab dem späten 12. Jahrhundert als Ausgangspunkt der Christianisierung und Kolonisierung der slawisch besiedelten Ostgebiete dienten. Bei den Slawen ist zudem der Name Radegast als Bezeichnung für einen ihrer Götter an der Ostseeküste Pommerns belegt. Dennoch ist in diesem Fall die Silbe „rade“ auf unseren heutigen Begriff „roden“, also urbar machen anzuwenden. Radefeldt ist also ein sog. sprechender Familienname, wie auch das Wappen verdeutlicht, das im Schild eine mittelalterliche Hacke auf zu bearbeitendem Grund zeigt. In der sächsisch-anhaltischen Gegend zwischen Elbe und Saale nahm die Namens- und Familiengeschichte der Radefeldts ihren Anfang.

## Ahnherren der Familie

### Ulrich II. von Radefeld (um 1355–1409) – Bischof von Naumburg
Bereits im Mittelalter ist die Herkunft der Namensträger Radefeld aus der Gegend zwischen Halle, Leipzig und Naumburg belegt. In der Liste der Bischof des Bistums Naumburg taucht als 29. Bischof (gerechnet seit Hugo I. um 970) der Bischof Ulrich II. von Radefeld auf.
Ulrich II. von Radefeld lebte und wirkte in der zweiten Hälfte des 14. Jahrhunderts – einer interessanten Epoche, in der sich das Heilige Römische Reich Deutscher Nation nach der großen Pest (1347–1352) politisch wieder stabilisierte: Der 1346 zum Kaiser gewählte König von Böhmen, Karl IV. (1316–1378), schuf mit der Goldenen Bulle von 1356 das wichtigste Verfassungsdokument des Heiligen Römischen Reiches, welches die Wahl des Kaisers für fast ein halbes Jahrtausend verbindlich regeln sollte. In Prag führt Karl IV. der Welt Ordnung und Glanz seiner Herrschaft vor Augen, u. a. mit der neu gegründeten Universität und dem luxuriös restaurierten Königspalast auf dem Hradschin. Im Norden Europas strebten der Wirtschaftsbund der Hanse unter der Führung der Stadt Lübeck sowie der Ordensstaat in Ostpreußen ihren „Glanzzeiten“ entgegen, während 1378 mit der Wahl von Papst Urban VI. (in Rom) und dem Gegenpapst Klemens VII., der in Avignon residiert, die Zeit des Großen Abendländischen Schisma beginnt.
Ulrich, geboren in (oder bei) Radefeld nach 1355, ist mütterlicherseits ein (naher) Verwandter des (21.) Naumburger Bischofs Withego I. von Ostrau (Amtszeit von 1335 bis 1348), einem markgräflichen Ministerialengeschlecht (Ministeriale waren im Mittelalter die zur Verwaltung von Gütern eingesetzten, akademisch vorgebildeten Beamte, also der abhängige Dienstadel) aus Schkeuditz bei Leipzig. Wie die meisten geistlichen Würdenträger im Mittelalter ist also auch Ulrich adeliger Herkunft. Das Dorf Radefeld gehört heute zur Gemeinde Schkeuditz. Die Ostraus (slaw. „de Ostrowe“) waren von 1156 bis 1285 auf ihrem Stammsitz auf Schloss Ostrau / Ostrau (Petersberg) ansässig, das sich Anfang des 15. Jahrhunderts offenbar im Besitz der Familie Radefeldt befand. Ulrich hatte vier Brüder: Heinrich, Caspar, Tile und Erich – urkundlich erwähnt jeweils mit dem Namenszusatz „von“ bzw. „zu Radefeld“ (vgl. Domstiftsarchiv Naumburg Nr. 558). Nachnamen waren im 14. Jahrhundert noch nicht durchgängig üblich; damals wurde der Herkunftsort einer Person (oder sein Beruf) einfach als Bestandteil bzw. Unterscheidungsmerkmal seinem Vornamen angefügt – solche Namens-„zusätze“ haben sich dann im Laufe der Zeit als „Nach“-namen verfestigt. Ulrich und seinen Brüdern verkauft der Wettiner Markgraf von Meißen Wilhelm I. im Jahre 1389 alle Renten und Dienste im Dorfe Radefeld. Die Familie gehörte damals zu den vermögenden (und freien) Grundbesitzern in der Gegend.
Ulrich studierte seit 1372 Theologie an der 1348 von Karl IV. gegründeten Universität Prag. (Im Mittelalter war es nicht ungewöhnlich, im Alter von 13 oder 14 Jahren ein Studium aufzunehmen). Prag ist nicht nur die älteste Universität Mitteleuropas, sondern war bis zum Beginn des 15. Jahrhunderts auch die bedeutendste (deutschsprachige) Bildungsstätte und der geistige Mittelpunkt des Reiches; die „Alma Mater Carolina“ zog damals Studenten nicht nur aus Böhmen, sondern auch aus Sachsen, Bayern und dem übrigen östlichen Reichsgebiet an. 1375 wird Ulrich Bakkalar (Baccalaureus) an der Universität Prag und wendet sich dann den (höheren) Studien der Theologie zu.
Von 1384 bis 1387 ist Ulrich erzbischöflicher Offizial und Generalvikar in Magdeburg und seit 1387 Domdechant in Magdeburg. Im Dom zu Magdeburg errichtet Ulrich das Fest der hl. Hedwig. 1395 wird Ulrich zum Bischof gewählt und am 21. März in Zeitz nach eingegangener päpstlicher Bestätigung gekrönt. Die Satzungen der Naumburger Kirche beschwört er 1395 im selben Wortlaut wie sein Vorgänger Withego. Nach einer päpstlichen Urkunde vom 21. Mai 1397 behält Ulrich II. das Domdekanat Magdeburg. Bischof Ulrich II. amtierte von 1394 bis zu seinem Tode am 16. März 1409 (in Zeitz). Bis ins 18. Jhd. war sein Grab im Dom zu Naumburg vorhanden (vgl. zum Vorstehenden Heinz Wiessner, Das Bistum Naumburg, S. 873 ff.)
Naumburg war im Mittelalter ein bedeutender Handelsplatz an der Via Regia, besonders durch die zuerst 1278 genannten Naumburger Messen. Mit Verlegung des Bischofssitzes von Zeitz nach Naumburg wurde 1028 der Naumburger Dom errichtet. 1398 überlässt Bischof Ulrich der Stadt den wichtigen Salzzoll. Seine Bedeutung für das Hochstift Naumburg liegt vor allem in seiner klugen und zielstrebigen Finanzpolitik, durch die ihm eine weitgehende Entschuldung des lange verschuldet gewesenen Bistums gelingt. Seine dabei angewandten Methoden, die vom Verkauf unrentabler Einkünfte über den Tausch von Besitzungen, die Einlösung verpfändeten Besitzes (zum Beispiel Burg Saaleck) bis zum Erwerb neuer Einkünfte reichten, schildert er gelegentlich selbst (Domstiftsarchiv Naumburg Nr. 559).
Der Name des Bischofs Ulrich von Radefeld ist auch verknüpft mit der Burg Saaleck in Sachsen-Anhalt. Die Burg hatte die Aufgabe, die alte Handelsstraße zu schützen. Bauherren waren die Grafen von Meißen. Die erste Erwähnung der Burg existiert aus dem Jahre 1140. Zu dieser Zeit war sie im Besitz der Edelfreien von Saaleck. 1344 verkauften sie die Burg an die Bischöfe von Naumburg, die Saaleck jedoch zeitweise wieder an sie verpfändete. 1396 löste Bischof Ulrich II. von Radefeld die Burg ein und ließ sie von Naumburger Amtsleuten verwalten.
Dass Ulrich II. von Radefeldt ein direkter Vorfahre der späteren Radefeldts war, ist möglich. Jedoch durften schon ab 1139 katholische Priester keine Ehe mehr schließen (sog. absolute Durchsetzung des Zölibats). Andererseits wurde die Formpflicht der Ehe erst nach dem Konzil von Trient (dieses endete 1563) durchgesetzt. Ranke-Heinemann legt überzeugend dar, dass bis 1563 Verheiratete durchaus katholische Priester werden konnten und auch wurden. Andererseits durfte aber ein schon geweihter Priester seit 1139 keine Ehe mehr schließen. Wie es sich nun mit Nachkommen Ulrichs II. von Radefeldt verhält, bleibt weiteren Forschungen vorbehalten. Eine Abstammung der späteren Radefeldts von ihm erscheint aufgrund seiner bisher bekannten Vita als realistische Option. (Vgl. Uta Ranke-Heinemann: Eunuchen für das Himmelreich.- Hamburg 1989/Vollständige Taschenbuchausgabe 1990 S. 11 und S. 106)

### Johann Radefeldt (um 1611–1689) – Kriegssekretär von Gustav Adolf von Schweden; später Generalauditor
Die Familiengeschichte der Radefelds im 15. und 16. Jahrhundert liegt weitgehend im Dunkeln. Dies ist nicht weiter verwunderlich, denn nur ein relativ kleiner Teil bürgerlicher Familiengeschichte(n) lässt sich über die Mitte des 17. Jahrhunderts hinaus aufgrund sicherer Zeugnisse zurückverfolgen – es sei denn, es gab Berührungspunkte zur (schriftlich dokumentierten) Welt von Kirche oder Adel. Erst mit dem Ende des Dreißigjährigen Krieges stellte sich wieder eine leidlich stabile politische und kirchliche Ordnung bei neuer (familiärer) Sesshaftigkeit ein – dies war unabdingbare Voraussetzung für die Feststellbarkeit genealogischer Kontinuität in den nun wieder regelmäßig geführten und sicher aufbewahrten Kirchenbüchern. Hinsichtlich des weggefallenen Titels „von“ ist es wissenswert, dass mit dem Haupterbe diese Titel zeitweilig nur an den ältesten Sohn übergingen. Die nachgeborenen Söhne führten den Familiennamen ohne den Titel.
Der nächste Radefeldt, der als Individuum wieder deutlich fassbar aus dem Dunkel des Dreißigjährigen Krieges hervortritt, ist Johann Radefeld (geb. um 1611). In den Chroniken tituliert als „Hochansehnlicher verordneter Geheimer (Kriegs-)Sekretär bei Ihrer Kgl. Majestät in Schweden“, trat Johann Radefeld als junger Mann in den Dienst Gustav Adolfs, welcher 1630 in Vorpommern (Insel Usedom) gelandet war und als „Retter des Protestantismus“ den Verlauf des Dreißigjährigen Krieges bis zu seinem Tod (in der Schlacht bei Lützen 1632) maßgeblich prägen sollte.
1631 hielt sich Gustav Adolf von Schweden kriegsbedingt in der Heimat der Radefelds zwischen Elbe und Saale auf, als er auf Burg Düben ein Bündnis mit Brandenburg und Sachsen schloss und in der Schlacht von Breitenfeld bei Leipzig siegreich auf das von Halle/Schkeuditz anrückende kaiserliche Heer von Tilly stieß. Der damals 20-jährige Johann Radefeld zog dann offenbar als Sekretär Gustav Adolfs mit dem schwedischen Heer aus seiner Heimat weiter – erst Richtung Franken (Würzburg) und dann weiter gen Westen, wo die Schweden u. a. in Frankfurt, Hanau und in der Wetterau siegreich waren.
Hier wurde Johann Radefeldt urkundlich in Gronau/Wetterau ansässig, wo er in der letzten Phase des Dreißigjährigen Krieges die Position eines Generalauditors (= rechtskundiger Beisitzer bei Kriegsgerichten) innehatte. Gronau – übrigens die „Wiege“ der südwestdeutschen Politiker- und Unternehmerfamilie Bassermann – gehörte damals zur Grafschaft Hanau. Reformiert und im Bündnis mit der Kurpfalz (Heidelberg) hatte die Grafschaft im Dreißigjährigen Krieg auf das Schwerste gelitten – „das elende verwüstete und desolate Land, über welches dieser Zeit alle Wetter und trübe Wolken gingen“, hieß es in Merians Theatrum Europaeum über die „arme Wetterau“.
In Gronau verstarb Joh. Radefeldt im Jahre 1689, „im Alter von 78 1/2 Jahren“. Er war verheiratet mit der Maria Elisabeth Herrmann. Er hinterließ acht Kinder, die sich – ob der schlechten Lebensbedingungen in der Wetterau – in alle Winde verstreuten. Zwei von ihnen tauchen zu Beginn des 18. Jahrhunderts als Namensträger und „Stammväter“ einer genealogisch über mehrere Jahrhunderte nachweisbaren thüringischen und pommerschen Familienlinie der Radefeld(t)s wieder auf. Als Beamte, Kaufleute und Juristen brachten es die Nachkommen im 18. und 19. Jahrhundert zu regionalem Ansehen.

## Thüringer Linie seit 1700
- Christian Casimir Radefeldt (1664–1731)

geb. am 11. Dezember 1664 in Gronau/Wetterau; Jurastudium in Jena; Promotion 1696 mit einer Arbeit über den Gutglaubensschutz im civilen und canonischen Recht (De Bona Fide in Praescriptionibus tam Jure Civili quam Canonico necessaria Jenae: Werther, 1696). Übersiedlung nach Meiningen; dort Hofrat (Hofadvokat) im Dienste des Herzogs von Sachsen-Meiningen, 1711 Bürgermeister von Meiningen; 1702 Heirat mit Susanna Radefeldt, geb. Zinck, Tochter des damaligen Oberbürgermeisters von Meiningen Dr. Georg Zinck, und Ur-Ur-Enkelin von Lucas Cranach d. Ä. (1472–1553).
- Johann Christoph Radefeld (1704–1778) – zunächst Geheimrat in Meiningen; seit 1749 Wirklicher Hof- und Konsistorialrat (Rat der kirchlichen Behörde).

Auf Betreiben von Herzog Ernst Friedrich III. von Hildburghausen wurde Johann Christoph Radefeldt in seiner Eigenschaft als Vorsitzender einer vom Kaiser eingesetzten Debitkommission 1771 Jahren verhaftet und auf die Veste Coburg verbracht. Anklage wurde nie erhoben; vermutlich wollte der Herzog seine verschwenderisch-ruinöse Amtsführung vertuschen. Auf Anordnung des Kaisers in Wien, dem 1775 eine Beschwerde zugestellt werden konnte, wurde Radefeldt 1776 aus der Haft entlassen und des Landes verwiesen.
- Georg Christian Radefeld (1744–1798) – Herzoglicher Hofrat und Leibarzt in Meiningen

- Carl Christian Radefeld (1788–1874) – Studium der Theologie und Jura in Jena; Staatsexamen 1811, Advokat, 1814 Adjutant des Herzogs von Coburg, 1819 Hauptmann, 1829 Major, lt. Kartograph an dem von Joseph Meyer gegründeten Bibliographischen Institut in Hildburghausen/Thür. Der vielseitig begabte Kartograph konzipierte viele, meist kolorierte geopolitische Karten Europas, dessen territoriale Veränderungen aufgrund kriegerischer Handlungen seine Zeit leidvoll prägten.

- Armin Radefeld (1817–1885)

In der Chronik der Stadt Hildburghausen von Dr. A. Human von 1886 findet sich folgende Eintragung auf S. 84:
… so sei hier noch eines Mannes gedacht, der von der Welt wenig gekannt, ja vielfach selbst verkannt und nach seinem Tode erst gerechter gewürdigt, der wissenschaftlichen Bildung nach zweifelsohne zu den Ersten zählt. Dr. phil Armin Radefeld, ein schlichter Mann ohne Prunk und Ostentation, über unedles Wesen leicht erregt, auch in schwerem Leid noch christlich gefaßt, ein Mann, der nach Geist und Charakter so manchem Andern gegenüber ein besseres Loos hienieden verdient hätte. Auf dem hiesigen und Meininger Gymnasium, sowie auf den Universitäten Göttingen und Berlin gebildet, 40 Jahre am hiesigen Seminar im Schuldienst und 24 Jahre im geistlichen Amt; wie Hermann, nicht ein Prediger für die Massen, dafür aber auch ohne Phrasen, Effekthascherei und Schönrednerei und vielmehr von reichem, enggeschlossenem Gedankengang und ruhig dialektisch scharfer Gedankenentwicklung, die vielfach an Schleiermacher erinnerte. Und das Alles, weil er, hochbegabt wie er war, ununterbrochen wissenschaftlich fortarbeitete. Wie er eingehende theologische, philosophische und historische Studien trieb, wertvolle Beiträge zur Geschichte des Seminars, viele Artikel für das Meyersche Konversationslexikon und ein weitverbreitetes Reisehandbuch für Thüringen schrieb, so hinterließ er in seinem Nachlaß auch noch sorgsam gesammeltes urkundliches Material zur Geschichte unserer Stadt
- Ernst Wilhelm Carl Radefeld Notar und Jurist vermutlich auch im Hildburghäuser Raum.

Die Thüringer Namenslinie stirbt Anfang des 20. Jahrhunderts aus.

## Pommersche Linie seit 1685
- Friedrich Radefeldt (1650) Ackersmann in Groß-Ziethen, Stammvater der Greifenhagener (Gryfino)Familie
- Otto Siegmund Radefedlt (1685) Ackersmann in Groß-Ziethen, seit 1712 Raschmacher in Stargard
- Gottfried Radefeldt (1715–1781), Tuchmacher in Stargard; seit 1732 ansässig in Greifenhagen/Oder, poln. Gryfino. Dessen Kinder (Johann Daniel 1742–1824), Enkel und Urenkel werden Kaufleute und Mühlenbesitzer. (Eine undatierte Landschaftsradierung von Otto Sager zeigt die „Bockswindmühle“).
- Carl (auch Karl) Radefeldt, Mühlenbesitzer in Greifenhagen, geb. am 23. Mai 1831, verh. mit Auguste, geb. Mewes, am 18. Mai 1863 (Standesamt G. 18/1863); Kinder: Else, verh. Schäfer, Hedwig, verh. Prütz in Greifenhagen, Bertha, verh. Jacobsohn in Greifenhagen, Marie, verh. Brandt.
- Fritz Radefeldt (1872–1942), Großkaufmann in Greifenhagen/Oder unterhielt eine Reihe weiterer Kaufhäuser, zum Beispiel in Bahn/Pom. (poln. Banie), Templin/Mark, Neustrelitz/Mecklenburg.
- Eine der Töchter des Carl Radefeldt, [Auguste] Marie, geb. 1877, heiratete am 5. Oktober 1897 den Lehrer Ernst Brandt in Greifenhagen (Standesamt G. 34/1897). Die Familie Brandt wohnte in Zirkwitz/Pom., wo Ernst Brandt die Errichtung des Ottobrunnens initiierte. Nach der Pensionierung lebte das Ehepaar in Greifenhagen, vor 1945 zog es nach Neustrelitz. Ernst Brandt (30. April 1872 – 7. Januar 1946) starb dort (Standesamt NZ. 78/1946). Laut Gräbergesetz genießt er dort ewiges Ruherecht. Marie, geb. Radefeldt, starb am 26. November 1969 in Schramberg/Schwarzwald (Standesamt S-S. 234/1969), wohin sie einer ihrer Töchter, Charlotte von Dunten gefolgt war. Ihre jüngste Tochter Johanna, verh. Lemke, geschieden und wieder verh. Holick, verstarb 1964 in einer Rostocker Klinik und wurde in Neustrelitz beigesetzt. (Der einzige Sohn von Marie Brandt, geb. Radefeldt, Fritz Brandt, war/ist seit einer Woche vor Waffenstillstand  1918 an der Westfront vermisst, bevor ihm dort das Eiserne Kreuz ausgehändigt werden konnte.)

Die anderen Greifenhagener Radefeldts werden 1945 aus Pommern in westdeutsche Besatzungszonen, z. B. nach Schleswig-Holstein vertrieben.